# Подводни НЛО
Подводни НЛО (енгл. Underwater UFOs) је појам који се користи за НЛО-е који наводно зарањају под воду и тамо имају своју базу.

## Виђења
Подводни НЛО-и се најчешће виђају како израњају из воде. Бразилски научник РЈ Вилела је наводно на Јужноме полу видео подводни НЛО који је изронио из воде и разбио око 40 метара леда. Истарживач Иван Т. Сандерсон је изјавио какао би ови НЛО-и могли имати своју базу на дну океана. У близини Порто Рика, 1963. на једном броду америчке морнарице сонар је открио водени објекат који се кретао брзином од 150 чворова, и то на дубини од 8,2 km. Подморнице тада нису могле ронити на већој дубини од 1 km. Подморнице тада нису могле издржати велики океански притисак. Постоји још пуно виђена подводних НЛО-а. Често се дешавало да сведоци виде светло у води које најчешће буде плаве или зелене боје. Ових догађаја је било највише 1989. и 1990.. Једном је забележено да је светло имало пречник од чак 100 метара. Просечна удаљеност од копна је 500-1000 метара.. 